# آماتسیا لوکویچ
آماتسیا لوکویچ (به انگلیسی: Amatzia Levkovich) مدافع اهل اسرائیل است که از سال ۱۹۵۷ تا ۱۹۶۵ میلادی عضو تیم ملی فوتبال اسرائیل بوده و در ۴۲ بازی ملی حضور داشته‌است. آماتسیا لوکویچ توانسته در بازی‌های ملی، ۱ گل به ثمر برساند.